# Rhagophthalmus sulcicollis
Rhagophthalmus sulcicollis är en skalbaggsart som beskrevs av E. Olivier 1912. Rhagophthalmus sulcicollis ingår i släktet Rhagophthalmus och familjen Rhagophthalmidae. Inga underarter finns listade i Catalogue of Life.